# She’s Not There
She’s Not There — дебютный сингл британской рок-группы The Zombies. Песня стала хитом по обе стороны Атлантики, заняв 12-ю строчку в чартах Великобритании и 2-е место в США и Канаде.
Песня занимает 291-ю позицию в списке 500 лучших песен всех времён по версии журнала Rolling Stone.

## История
Песню сочинил клавишник и лидер группы Род Арджент, уже после победы в конкурсе начинающих музыкантов «The Herts Beat Contest», главным призом в котором был контракт с рекорд-лейблом Decca Records. По условиям контракта с Decca группа могла записать один-единственный сингл. Коллектив собирался записать Summertime Гершвина, однако за пару недель до записи по настоянию Кена Джонса, продюсера группы, Род Арджент попытался сочинить свою собственную песню.
Композиция была записана и издана отдельным синглом летом 1964 года. Вошла в первый альбом The Zombies — Begin Here (декабрь 1964 г.). Во многом благодаря вокалу Колина Бланстоуна песня стала хитом. После объединения The Zombies в 2003 году, эта песня вновь входит в репертуар группы.

## Интересные факты
- По признанию Арджента, он написал её, когда в ожидании вдохновения случайно наткнулся взглядом на пластинку с песней No One Told Me Джона Ли Хукера (альбом The Big Soul of John Lee Hooker, 1962). «Мне страшно понравилась ритмика этой фразы. Я начал менять минорные аккорды на мажорные…»[7]
- Главный звукорежиссёр явился на сведение песни в нетрезвом состоянии, и за пульт встал его помощник, ранее никому не известный Гас Даджен. Впоследствии он стал продюсером Дэвида Боуи, Элтона Джона, The Beach Boys.

## Кавер-версии
У песни существует множество перепевок.
- Одна из первых и наиболее известных кавер-версий — это песня Колина Бланстоуна, выпущенная под псевдонимом Neil MacArthur в 1969 г., достигшая 34 места в британском чарте.
- Сантана сделал её своим хитом в альбоме 1977 г. «Moonflower». В Канаде песня достигла 21 места.
- Малькольм Макларен в 2004 году создал трек About Her, который попал на звуковую дорожку киноленты Квентина Тарантино «Убить Билла. Фильм 2».
- Американская группа Vanilla Fudge записала песню для своего одноимённого дебютного альбома 1967 года.
- Шведская слиз-рок-группа Vains of Jenna выпустила песню на своём кавер-альбоме 2011 года Reverse Tripped.
- Кавер-версия песни была использована в сериале Хор, а также в сериале Настоящая кровь в 3 разных версиях

### Использование в кино
В 2004 году датский кинорежиссёр Томас Винтерберг использовал эту и другие композиции группы The Zombies в своей картине «Дорогая Венди» (Dear Wendy).